# Saint-Pierre-Tarentaine
Saint-Pierre-Tarentaine és un municipi delegat francès, situat al departament de Calvados i a la regió de Normandia. El 2016 va integrar el municipi nou de Souleuvre en Bocage. L'any 2007 tenia 315 habitants.

## Demografia

### Població
El 2007 la població de fet de Saint-Pierre-Tarentaine era de 315 persones. Hi havia 121 famílies de les quals 42 eren unipersonals (25 homes vivint sols i 17 dones vivint soles), 33 parelles sense fills, 38 parelles amb fills i 8 famílies monoparentals amb fills.
La població ha evolucionat segons el següent gràfic:
Habitants censats

### Habitatges
El 2007 hi havia 166 habitatges, 133 eren l'habitatge principal de la família, 24 eren segones residències i 9 estaven desocupats. 163 eren cases i 1 era un apartament. Dels 133 habitatges principals, 94 estaven ocupats pels seus propietaris, 36 estaven llogats i ocupats pels llogaters i 3 estaven cedits a títol gratuït; 3 tenien una cambra, 7 en tenien dues, 23 en tenien tres, 37 en tenien quatre i 63 en tenien cinc o més. 115 habitatges disposaven pel capbaix d'una plaça de pàrquing. A 71 habitatges hi havia un automòbil i a 47 n'hi havia dos o més.

### Piràmide de població
La piràmide de població per edats i sexe el 2009 era:
| Homes | Edats   | Dones |
| ----- | ------- | ----- |
| 0     | 95 o +  | 0     |
| 0     | 90 a 94 | 4     |
| 0     | 85 a 89 | 0     |
| 0     | 80 a 84 | 0     |
| 0     | 75 a 79 | 8     |
| 12    | 70 a 74 | 4     |
| 16    | 65 a 69 | 0     |
| 12    | 60 a 64 | 8     |
| 8     | 55 a 59 | 4     |
| 12    | 50 a 54 | 16    |
| 16    | 45 a 49 | 16    |
| 16    | 40 a 44 | 12    |
| 4     | 35 a 39 | 4     |
| 4     | 30 a 34 | 4     |
| 4     | 25 a 29 | 4     |
| 8     | 20 a 24 | 0     |
| 8     | 15 a 19 | 0     |
| 12    | 10 a 14 | 12    |
| 8     | 5 a 9   | 0     |
| 0     | 0 a 4   | 4     |

## Economia
El 2007 la població en edat de treballar era de 190 persones, 138 eren actives i 52 eren inactives. De les 138 persones actives 121 estaven ocupades (68 homes i 53 dones) i 16 estaven aturades (6 homes i 10 dones). De les 52 persones inactives 11 estaven jubilades, 14 estaven estudiant i 27 estaven classificades com a «altres inactius».

### Ingressos
El 2009 a Saint-Pierre-Tarentaine hi havia 144 unitats fiscals que integraven 341 persones, la mediana anual d'ingressos fiscals per persona era de 15.585 €.

### Activitats econòmiques
Dels 4 establiments que hi havia el 2007, 2 eren d'empreses de comerç i reparació d'automòbils i 2 d'empreses de serveis.
L'any 2000 a Saint-Pierre-Tarentaine hi havia 26 explotacions agrícoles que ocupaven un total de 572 hectàrees.

## Equipaments sanitaris i escolars
El 2009 hi havia una escola elemental integrada dins d'un grup escolar amb les comunes properes formant una escola dispersa.

## Poblacions més properes
El següent diagrama mostra les poblacions més properes.